# Ján Rosinský
Ján Rosinský (* 23. května 1952) je bývalý slovenský fotbalista, obránce a fotbalový trenér týmu FK Pohronie.

## Fotbalová kariéra
V československé lize hrál za AC Nitra. V československé lize nastoupil v 70 utkáních.

## Trenérská kariéra
Jako hlavní trenér vedl kluby FK Prievidza, ViOn Zlaté Moravce, FK Žiar nad Hronom a FK Pohronie. Byl členem realizačním týmů československé reprezentace.

## Ligová bilance
| Ročník                                   | Zápasy | Góly | Klub     |
| ---------------------------------------- | ------ | ---- | -------- |
| 1. československá fotbalová liga 1971/72 | 4      | 0    | AC Nitra |
| 1. československá fotbalová liga 1972/73 | 18     | 0    | AC Nitra |
| 1. československá fotbalová liga 1973/74 | 30     | 0    | AC Nitra |
| 1. československá fotbalová liga 1974/75 | 18     | 0    | AC Nitra |
| LIGA CELKEM                              | 70     | 0    |          |